# Draghällan

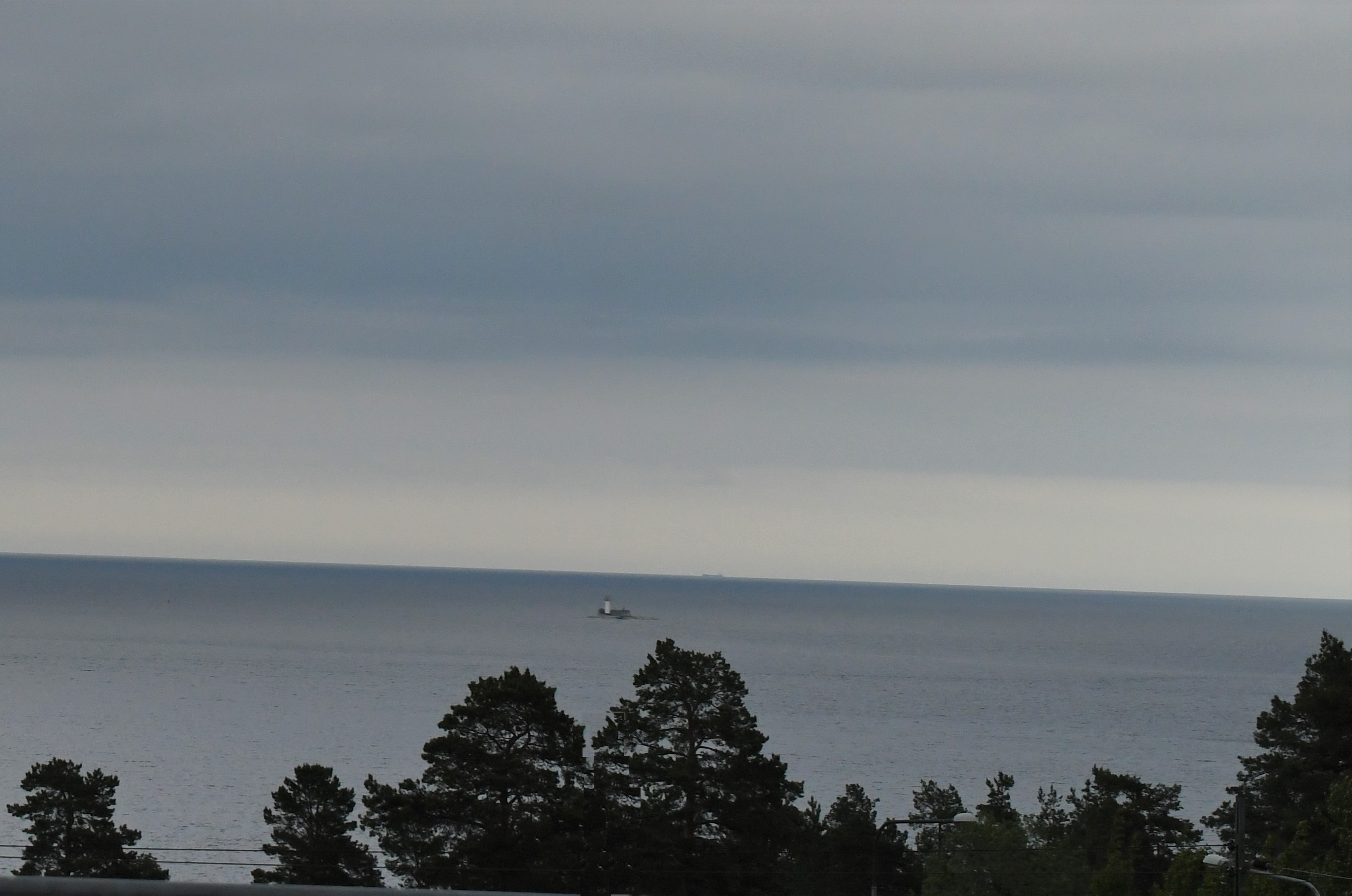
Draghällans fyr utanför Sundsvall.

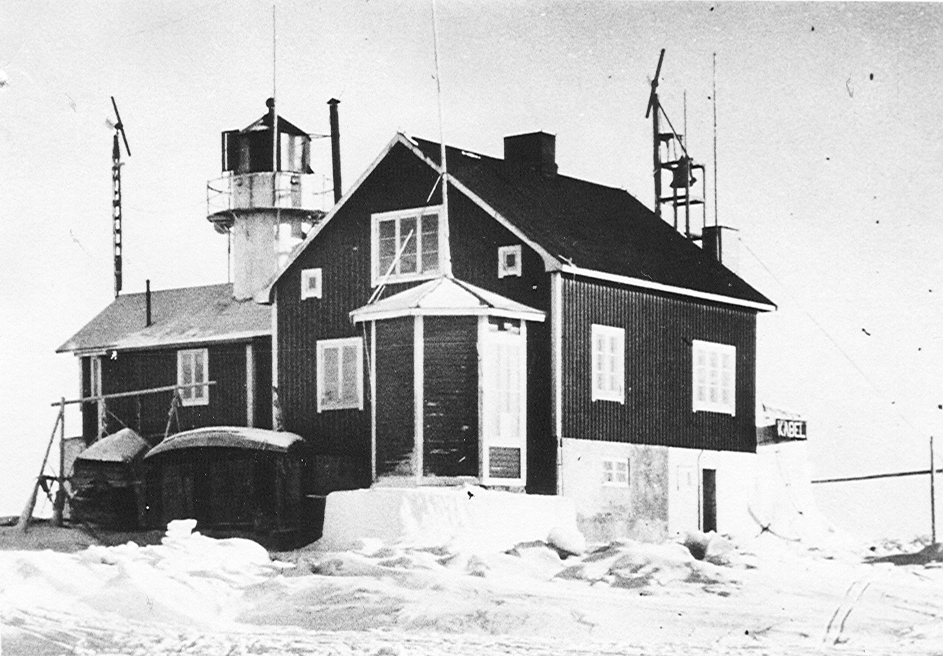
Den gamla fyren innan ombyggnaden 1942.

Draghällan är en fyr som ligger i inloppet till Sundsvall, i Njurunda socken och församling. Från fyren till Sundsvalls centrum är det fem kilometer, och den syns från E4an söderut. Fyren tändes provisoriskt 1878, och när linsapparaten sattes upp i tornet kunde den tändas 1879 permanent. och var bemannad till 1966, då den automatiserades och fyrmästarbostaden revs året därpå. Det som återstår av boningshuset är grunden och muren på östsidan som skyddar fyren mot stormvågor.

## Mistlur
Fyren hade en mistsignal mellan 1890 och 1989. Från början var mistsignalen handdriven, och den byttes ut mot en gonggong 1897. 1902 byttes denna ut mot en mistklocka som placerades på öns södra vågbrytare.

## Ombyggnad
Fyren har byggts om ett par gånger. Ursprungshuset, och fyren var byggt i trä som var gråmålat, och bekostades av Sundsvalls stad. När den var färdig togs driften över av Lotsverket.
Statens Meteorologiska Centralanstalt satte 1901/02 upp en pegel, en vattenståndsmätare, på öns västra sida. De hade dock börjat mäta vattenståndet redan 1897, och mätningarna fortsatte till 1969 då en ny station i Spikarna tog över mätningarna. Stationsnumret var 2062.
1922 och 1925 byggdes huset till på längden och i vinkel och rödmålades med vita knutar, och vinden inreddes. 1945 byggdes det till två våningar på bostadshuset och det installerades vatten, avlopp och värmeledningar. 1956/57, drogs elledningar ut till huset och fyren och den kopplades in på det allmänna nätet, med dieselreservkraft.
1942 uppfördes det en ny 13 meter hög betongfyr på öns västra sida. Tornet höjdes nog 1945, då bostadshuset fick sin tredje våning, för att inte skymmas av huset.